# Caenorycta acrostega
Caenorycta acrostega är en fjärilsart som beskrevs av Diakonoff 1966. Caenorycta acrostega ingår i släktet Caenorycta och familjen plattmalar. Inga underarter finns listade i Catalogue of Life.